# Marit Malm Frafjord
Marit Malm Frafjord (født 25. november 1985 i Tromsø) er en tidligere norsk håndboldspiller, der spillede stregspiller. Hun fik debut på Norges håndboldlandshold i 2005, men valgte i 2018 at indstille sin landsholdskarriere for at forkusere på klubhold. Få måneder meddelte hun et endeligt karrierestop. Blot få måneder efter gjorde hun dog comeback for den danske topklub Team Esbjerg. Hun gjorde ligeledes også comeback på landsholdet ved OL-kvalifikationen, hvor hun efterfølgende var med til at sikre OL-bronzemedaljer ved Sommer-OL 2020 i Tokyo.
Frafjord stoppede endegyldigt hendes professionele håndboldkarriere i sommeren 2022.

## Klubhold
Som 5 årig flyttede Frafjord og familien fra Tromsø til Trondheim. I ungdommen dyrkede hun fodbold, skiløb og snowboard indtil hun satsede på håndbold. Hun begyndte med at spille håndbold som 6-årig i Trondheim-klubben Sportsklubben Rapp, indtil hun som 16-årig skiftede til byens største håndboldklub, Byåsen Idrettslag.
I sommeren 2010 skiftede hun til Viborg Håndboldklub på en 3-årig kontrakt. Efter fire sæsoner i Viborg HK, med et dansk mesterskab, en pokaltitel og deltagelse i EHF Champions League, skiftede hun hjem til Norge og topklub Larvik HK. Her blev det også til flere norske mesterskaber og en andenplads i EHF Champions League 2014-15, inden hun valgte at skifte til den rumænske storklub CSM Bucuresti. I Rumænien blev det dog ikke til den store succes, udover en bronzemedaljer EHF Champions League. Få dage efter Final 4-stævnet, meddelte Frafjord at hun stoppede hendes håndboldkarriere.
På juleaften 2018, annoncerede Team Esbjerg at have indgået en kontrakt til og med resten af 2018/19-sæsonen med Frafjord. Hun endte dog med at blive i klubben yderligere tre sæsoner, endda i rollen som anfører, frem til 2022, hvor hun efterfølgende blev bestyrelsesmedlem i klubben. I 2020-21 sæsonen var hun inkluderet i ligaens All star hold som stregspiller.

## Landshold
Marit Malm Frafjord fik debut på det norske A-landshold den 28. september 2005 i en kamp mod Portugal. I hendes i alt 16 lange landsholdskarriere var Frafjord blandt verdens bedste forsvarspillere og havde en bærende rolle. Med landsholdet har hun vundet adskillige medaljer, herunder olympiske guldmedaljer ved Sommer-OL 2008 og Sommer-OL 2012. Derudover hele fem EM-guldmedaljer, et verdensmesterskab og flere bronze- og sølvmedaljer.